# Schichtladung
Die Schichtladung oder Ladungsschichtung ist ein Brennverfahren der Ottomotorentechnik, bei dem ein inhomogenes Kraftstoff-Luftgemisch verbrannt wird. Im Bereich der Zündkerze besteht dabei ein zündfähiges Gemisch, während der übrige Brennraum ein sehr mageres, schwer zündfähiges Gemisch aufweist. Schichtlademotoren können als Hybridmotoren (nicht zu verwechseln mit Hybridantrieben) angesehen werden, da sie das Merkmal Fremdzündung des Ottomotors mit der Inhomogenität des Kraftstoff-Luft-Gemischs des Dieselmotors verbinden. Die Schichtladung wird im Motorenbau seit etwa 2010 kaum noch angewendet.

## Verfahren
Die Schichtladung ist ein Verfahren, bei dem der Kraftstoff eines Ottomotors (z. B. Benzin) so aufbereitet wird, dass im Bereich der Zündkerze ein zündfähiges Gemisch (Lambda λ = 0,5 bis 1,0) besteht, während der übrige Brennraum ein sehr mageres, schwer zündfähiges Gemisch (λ = 1,5 bis 3,0) aufweist. Das Gesamtluftverhältnis liegt bei Viertaktmotoren etwa zwischen 1,2 und 1,6. Erst nach der Zündung des fetten Teils des Gemisches ergeben sich Verhältnisse, die auch das restliche Gemisch entzünden.
Grundsätzlich lassen sich Ladungsschichtungsverfahren nach unterschiedlichen Gesichtspunkten einteilen. Nach der Art der Gemischbildung (Direkteinspritzung oder Vergaser) oder nach der Art der Bildung des zündfähigen Gemischs bzw. der Brennraumaufteilung. Im Folgenden wird die Einteilung nach letzterem Kriterium vorgenommen.

### Schichtladung mit unterteiltem Brennraum (Fackelzündung)
Bei diesem Verfahren wird ein unterteilter Brennraum genutzt. Die Zündung des relativ fetten Gemischs erfolgt in einer Nebenkammer (Vorkammer). Dabei erhöht sich der Druck in der Vorkammer gegenüber dem Hauptbrennraum im Zylinder, wodurch die Strömungsgeschwindigkeit des Frischgases ebenso wie die Flammengeschwindigkeit verglichen mit herkömmlichen Ottomotoren größer ist. Das gezündete fette Gemisch gelangt in den Hauptbrennraum und entzündet ein dort über andere Kanäle aufgebautes mageres Gemisch.
Bekannte Forschungsarbeiten waren das Porsche SKS- (Schichtlade-Kammer-System) und das PCI-Verfahren von Volkswagen (beide mit Direkteinspritzung in die Nebenkammer). Ein weiteres Verfahren wurde von Broderson entwickelt (Einspritzung nahe des unteren Totpunkts, zwei unterschiedliche, homogene Gemische).
Weiterhin wurden auch Schichtlade-Motoren ohne Einspritzung entwickelt, die somit eine Zwischenstellung zwischen äußerer und innerer Gemischbildung einnehmen. Bekannt wurde das Honda CVCC-Verfahren (Compound Vortex Controlled Combustion), wovon das CVCC kurzzeitig auch serienmäßig gefertigt und in USA und Japan verkauft wurde. Recht umfangreiche Arbeiten mit Vergasermotoren wurden bereits ab 1930 in der Sowjetunion betrieben. Die Vorkammer-Fackelzündung wurde dort unter anderem von GAZ am Motor des Wolga M-21 und an Lkw-Ottomoren von ZIL erprobt, zu einer Serienfertigung kam es dann beim GAZ-3102 Wolga in den 1980er-Jahren.
Daneben existierten noch einige andere Verfahren, die sich jedoch nur durch Detaillösungen hauptsächlich im Nebenkammerbereich unterschieden (u. a. Ricardo, Nilov, Gussak, Nissan, Mercedes-Benz, General Motors).
Vorteile dieses Verfahrens waren die definierte Trennung der mit fettem Gemisch versorgten Nebenkammer und des mit magerem Gemisch versorgten Hauptbrennraums und dadurch eine zuverlässige Arbeitsweise im gesamten Betriebsbereich. Nachteilig waren dagegen der zerklüftete Brennraum mit ungünstigem Verhältnis von Oberfläche zu Volumen, höheren Kohlenwasserstoff-Emissionen, erhöhtem Kraftstoffverbrauch bzw. Leistungsminderung.
Vor der serienmäßigen Einführung der Direkteinspritzung bei PKW-Dieselmotoren in den 1990er Jahren wurde nahezu ausschließlich dieses Prinzip in Form von Vorkammer- und Wirbelkammer-Motoren in solchen entwickelt.

### Schichtladung mit ungeteiltem Brennraum
Hierbei handelt es sich um ein luftverdichtendes Verfahren mit modifiziertem Brennraum und Kraftstoff-Direkteinspritzung.
Vorteile dieses Verfahrens sind der ungeteilte Brennraum, die leistungssteigernde Direkteinspritzung und die Möglichkeit, höhere Luftzahlen zu fahren und somit den Motor in einem großen Betriebsbereich ausschließlich mit Qualitätsregelung zu betreiben und dadurch Drosselverluste weitgehend zu vermeiden.
Nachteilig ist dagegen, dass es nicht gelang, im gesamten Betriebsbereich des Motors eine stabile Schichtung und damit einen zuverlässigen Motorbetrieb zu erreichen. Außerdem wird eine aufwendigere Abgasnachbehandlung mit NOx-Speicherkat notwendig. Daher haben alle Massenhersteller für Benzinmotoren das Verfahren zugunsten eines konventionellen stöchiometrischen Betriebes mit Abgasreinigung durch den Dreiwegekatalysator aufgegeben.
Für luftverdichtende Schichtladung gab es in der Vergangenheit sehr unterschiedliche konstruktive Lösungen. Bekannt wurden das Hesselman-Verfahren (Schichtladung durch geschirmte Einlassventile) sowie das
- MAN FM- (in Ableitung vom M-Verfahren),
- Deutz AD- (Allstoff-Direkteinspritzung),
- Ford PROCO- (Programmed Combustion) und
- Texaco TCCS-Verfahren (Texaco Controlled-Combustion System),[4]

wovon aber keines über das Versuchsstadium hinauskam und serienmäßig produziert wurde. Weitere Verfahren wurden unter anderem von J. Witzky entwickelt (Einspritzung entgegen der Luftbewegung).
Größere Verbreitung fand das Prinzip mit der Benzindirekteinspritzung zwischen etwa 1995 und 2010.
darunter:
- GDI-Verfahren (Gasoline Direct Injection) von Mitsubishi
- zum Teil die TSI- bzw. FSI-Motoren der Volkswagen AG

### Schichtladung beim Zweitaktmotor
Ebenfalls wird die Schichtladung in schlitzgesteuerten Zweitaktmotoren, insbesondere umkehrgespülten, umgesetzt, um die Frischladungsverluste zu verringern. Das auch als Spülvorlage (SpV) bekannte Prinzip ist schon seit den 1920er Jahren bekannt und wird aufgrund immer strenger werdenden Abgasvorschriften vermehrt dort in Serie eingesetzt, wo ventilgesteuerte Motoren zu schwer oder fehleranfällig sind. Die Schichtladung beruht darauf, dem Gemisch entweder im Überströmer Frischluft oder Altgas vorzulagern (zeitliche Schichtung) oder mittels eines Frischluftvorhangs den Auslass während des gesamten Ladungswechsels abzuschirmen (räumliche Schichtung). In der zeitlichen Schichtung gelangt die Frischluft über Taschen im Kolbenhemd von den Frischluftkanälen in die Überströmer. Auch mittels Rückschlagventilen an den Überströmern kann die Frischluftzuführung gesteuert werden. Das Gesamtluftverhältnis ist in gemischgeschmierten Motoren wesentlich fetter als in Viertaktmotoren (Lambda zirka 0,8 bis 0,9).

## Geschichte
Es war Nicolaus Otto selbst, der sich bereits im Reichspatent Nr. 532 im Jahr 1877 dokumentierte Gedanken zur Ladungsschichtung im Ottomotor machte, die jedoch noch unausgereift waren. Das Prinzip eines Dreiventil-Schichtladungskonzepts wurde erstmals 1918 in der Literatur und Patentanmeldungen erwähnt. Harry Ricardo arbeitete Anfang der 1920er Jahre am Motor mit Schichtladung. Wenig später entwickelte Jonas Hesselman den Hesselman-Motor mit Direkteinspritzung.
Die Entwicklungsarbeiten verstärkten sich mit der vorgesehenen Verschärfung der Abgasgesetzgebung Anfang der 1970er Jahre bei allen namhaften Autoherstellern und verschiedenen Forschungsinstituten. Hauptziel war, die Gesetze möglichst ohne Katalysator zu erfüllen – diese befanden sich damals noch im frühen Entwicklungsstadium. Honda brachte bereits 1974 mit dem CVCC-Verfahren (Compound Vortex Controlled Combustion) ein auf einem Vergaser und Fackeldüse basierendes Schichtladeverfahren in Serie. Größere Verbreitung fand dieses Brennverfahren jedoch vorerst nicht.
Ein Durchbruch erfolgte erst Ende der 1990er Jahre, beginnend 1995 bei Mitsubishi. Mit Direkteinspritzung und einer qualitativen Regelung (ähnlich wie beim Dieselmotor) kam es nun vielfach zur Anwendung. Diese Regelung ergibt im Teillast- und unteren Drehzahlbereich Verbrauchsvorteile, da keine Drosselverluste durch die Drosselklappe entstehen. Entwicklungsziele waren auch hier die Gestaltung des Verbrennungsablaufs hinsichtlich einer Verbesserung des Wirkungsgrads und die Reduzierung der gesetzlich geregelten Schadstoffemissionen (Kohlenwasserstoffe, Stickoxide, Kohlenmonoxid). Ein seinerzeitiges Beispiel sind die TSI- bzw. FSI-Motoren der Volkswagen AG (bei Audi als TFSI bezeichnet). Bei diesen war eine Gemischschichtung aber nur in einem kleinen Teil des Betriebsbereichs realisiert und mit steigender Last und Drehzahl wurde wieder mit homogenem stöchiometrischem Gemisch gefahren. VW hat dieses Verfahren aber wegen technischer und prinzipbedingter Probleme aufgegeben. Alle produziertem FSI-Modelle wurden ab 2009 nur im Homogenbetrieb gefahren, bei den nachfolgenden Modellen war ein Betrieb mit Schichtladung nicht mehr vorgesehen.
In der Literatur und der Praxis nach etwa 2010 wird die Sinnhaftigkeit der Schichtladung angezweifelt, da sie mit einem erheblichen konstruktiven Aufwand des Abgasnachbehandlungssystems sowie der Notwendigkeit hochwertiger schwefelarmer Kraftstoffe (Super Plus) einhergeht, die sie nur bedingt weltweit einsetzbar machen. Hauptmotivation für den Einsatz der Schichtladung war ein erwarteter geringerer Kraftstoffverbrauch und der damit einhergehende niedrigere Kohlenstoffdioxidausstoß; der Praxiseinsatz zeigt jedoch, dass Motoren mit Schichtladung nicht weniger Kraftstoff verbrauchen und somit nicht weniger Kohlenstoffdioxid ausstoßen als konventionelle Motoren.